# Doliopria myrmecobia
Doliopria myrmecobia  (лат.) — вид паразитических мирмекофильных наездников семейства диаприиды надсемейства Proctotrupoidea (или Diaprioidea, Diapriini) подотряда стебельчатобрюхие отряда перепончатокрылые насекомые. Южная Америка: Аргентина (Buenos Aires; Misiones). Мелкие насекомые (длина около 1 мм). Ассоциированы с муравьями-листорезами  Acromyrmex lundii (Guérin-Méneville) (Attini)